# Dicarpa pacifica
Dicarpa pacifica är en sjöpungsart som beskrevs av C.S. Millar 1964. Dicarpa pacifica ingår i släktet Dicarpa och familjen Styelidae. Inga underarter finns listade i Catalogue of Life.